# قانون الجنسية الكورية الجنوبية
ويحدد قانون الجنسية الكورية الجنوبية من هو مواطن كوريا الجنوبية، فضلا عن الإجراءات التي يمكن بها تجنيس المرء لجنسية كوريا الجنوبية أو التخلي عنه.

## اكتساب الجنسية الكورية
ويمكن الحصول على الجنسية الكورية الجنوبية بعدد من الطرق:
- مولود لأب كوري جنوبى أو أم كورية جنوبية بعد 13 يونيه 1998 أو لأب كوري جنوبي قبل ذلك الحين.
- من خلال ولادته في كوريا الجنوبية للآباء عديمي الجنسية أو تم العثور عليه داخل أراضي كوريا الجنوبية المهجورة كطفل.
- عن طريق الاعتراف من قبل أحد الوالدين الكوريين الجنوبيين في حين لا يزال قاصر (تحت سن 20 سنة).
- من خلال تلبية متطلبات التجنس.
- ويمكن للقاصر (دون سن العشرين) أن يتقدم بطلب إلى أحد الوالدين الأجانب الذين يتقدمون بطلب التجنس.[3]
- أما من ولدوا لأم كورية جنوبية وأب أجنبي بين 13 يونيه 1978 و13 يونيه 1998، فقد تمكنوا من التقدم بطلب للحصول على الجنسية الكورية حتى 31 ديسمبر 2004، بإخطار. (على عكس التجنس، لم تكن هناك متطلبات الإقامة وليس هناك حاجة لتقديم الطلب من داخل كوريا الجنوبية). وهذا هو المعروف باسم المادة 7 من الإضافات (حالات خاصة من اكتساب الجنسية للأشخاص من سلالة الأم من خلال اعتماد حق الدم إلى كل من سلالة الآباء). أما تلك التي لا تطبق بحلول الموعد النهائي فقد تظل قادرة على اكتساب الجنسية الكورية الجنوبية من خلال طلب الحصول على الجنسية الخاصة.

وبموجب دستور كوريا الجنوبية يعترف أيضا بالمواطنين الكوريين الشماليين كمواطنين من كوريا الجنوبية. على الرغم من أنه من الناحية العملية ينبغي إجراء تقييم رسمي يتطلب إثباتا مستندا على الجنسية الكورية الشمالية. وبالإضافة إلى ذلك فإن المواطنين الكوريين الشماليين لا يحصلون على حماية تلقائية من كوريا الجنوبية في حد ذاتها، لأن أولئك الذين لديهم تاريخ إجرامي لا يقبلون كمواطنين من كوريا الجنوبية.

## الشتات الكوري
وبالإضافة إلى ذلك يعرف قانون كوريا الجنوبية مصطلح «كورى في ما وراء البحار» بأنه يشير إلى المواطنين الكوريين الجنوبيين المقيمين في الخارج فضلا عن «الكوريين ذوي الجنسية الأجنبية». وتتألف هذه المجموعة الأخيرة من مواطنين كوريين جنوبيين سابقين تخلوا عن جنسيتهم في كوريا الجنوبية (ولكنهم منعوا من التهرب عمدا من الخدمة العسكرية على الأقل حتى سن 36 عاما) وأطفال وأحفاد مواطنين كوريين جنوبيين سابقين ومن المهم أن نلاحظ أنه ليس كل سليل من كوريا الجنوبية يمكن اعتباره «كوري مع الجنسية الأجنبية» بموجب هذا القانون. فعلى سبيل المثال لن يكون لدى رجل يبلغ من العمر 25 عاما ولد مواطنا من كوريا الجنوبية في الخارج ولكن لم يبلغ عن ولادته أي وثائق تثبت وضعه كمواطن كوري جنوبي سابق، ولا يمكن أن يكتسب إلا كمواطن كوري في الخارج إذا تخلى أحد والديه أو أجداده عن جنسية كوريا الجنوبية. كما أن أولئك الذين يندرجون في إطار المادة 7 من الإضافات (حالات اكتساب الجنسية الخاصة بالأشخاص من سلالة الأمهات عن طريق اعتماد قانون الدم في كلا السلالتين) ولكنهم فشلوا في اكتساب الجنسية الكورية الجنوبية لا يمكنهم الحصول على الكورية في الخارج ما لم تفقد الأم أو جدها الجنسية الكورية الجنوبية.
الكوريون في اليابان الذين يحملون الجنسية الكورية الجنوبية والمقيم الدائم الخاص في اليابان ليس لديهم رقم تسجيل مقيم ولا يمكنهم التقدم بطلب للحصول على جواز سفر جديد من سفارة كوريا الجنوبية أثناء وجودهم خارج اليابان.

## التجنس
هناك ثلاثة أنواع من التجنس بموجب قانون كوريا الجنوبية:
1. التجنس العام
مقدم الطلب:[10]
  - يجب أن يكون مقيما في كوريا الجنوبية لأكثر من خمس سنوات متتالية.
  - يجب أن يكون وصل لسن الرشد (أكثر من 20 سنة من العمر).
  - يجب أن يكون حسن السلوك.
  - يجب أن يكون لديه القدرة على الحفاظ على لقمة العيش على أصوله أو مهاراته الخاصة أو أن يكون عضوا معتمدا من عائلة قادرة على ذلك.
  - يجب أن يكون لديك المعرفة الأساسية مثل فهم اللغة الكورية والعادات والثقافة.
2. تجنس بسيط
مقدم الطلب:[11]
  - يجب أن يكون وصل لسن الرشد (أكثر من 20 سنة من العمر).
  - يجب أن يكون حسن السلوك.
  - يجب أن يكون لديهم القدرة على الحفاظ على العيش على أساس أصولهم أو مهاراتهم الخاصة أو أن يكون عضوا معتمدا من عائلة قادرة على ذلك.
  - يجب أن يكون لديك المعرفة الأساسية مثل فهم اللغة الكورية والعادات والثقافة.
  - يجب أن يكون مقيما في كوريا الجنوبية لأكثر من ثلاث سنوات متتالية.
  - إما:
    - أما أولئك الذين كان أحد والديهم من مواطني كوريا الجنوبية في الماضي ولكنهم تخلى عنها منذ ذلك الحين للحصول على جنسية أجنبية.
    - ولد في كوريا الجنوبية والذي ولد أي من الوالدين أيضا في كوريا الجنوبية.
    - الأطفال المتبنون من مواطنة من كوريا الجنوبية وكان سنها القانوني بالغ وراشد وفقا للقانون المدني الكوري في وقت التبني.
    - الزوجة الأجنبية لمواطن من كوريا الجنوبية، سواء في السنتين الماضيتين أو أكثر على التوالي، وحافظت على حالة الزواج مع الزوج وأبقت على الإقامة في كوريا، أو لمدة ثلاث سنوات متتالية أو أكثر، وحافظت على حالة الزواج وأمضت أكثر من سنة في كوريا.[12]
3. التجنس الخاصة
هناك العديد من أشكال التجنس الخاصة مع متطلبات مختلفة. ومع ذلك فإن المتطلبات الأساسية هي:[13]
  - يجب أن يكون حسن السلوك.
  - يجب أن يكون لديه المعرفة الأساسية مثل فهم اللغة الكورية والعادات والثقافة.
  - الأجانب الذين لديهم والد واحد على الأقل من جنسية كوريا الجنوبية باستثناء الأطفال الحاضنين الذين اعتمدوا بعد أن أصبحوا بالغين وفقا للقانون المدني الكوري الجنوبي.

ويتعين على الذين يكتسبون الجنسية الكورية الجنوبية بالتجنس عادة أن يتخلى وا عن الجنسية الأجنبية في غضون ستة أشهر أو أن يفقدوا الجنسية الكورية الجنوبية. والاستثناء من ذلك هم الذكور في سن المسنين الذين يجب أن يكملوا أو يعفوا من الخدمة العسكرية قبل السماح لهم بالتخلي عن الجنسية الكورية.
أول شخص يتجنس كمواطن كوري جنوبي كان مهاجرا تايوانيا في عام 1957. ومنذ ذلك الحين وحتى عام 2000 كان هناك متوسط 34 فقط تجنسوا في السنة. وفي العقد الذي تلاه ازدادت هذه الأرقام زيادة حادة لتصل إلى ما متوسطه 816 9 في السنة وبحلول يناير 2011 بلغ العدد التراكمي للمواطنين المجنسين على مدى السنوات 000 100 شخص. شكل المهاجرين الصينيين 79% من هؤلاء تليها الفيتنامية (9.2%) والفلبينيين (5.2%) والتايوانيين (2.1%).
ويمكن لمواطني كوريا الجنوبية السابقين أن يعيدوا الحصول على الجنسية الكورية الجنوبية بطلب إعادة اكتساب الجنسية. على الرغم أن ذلك سيعيد واجب الخدمة العسكرية إذا كان ذلك ينطبق على الوطني ويتطلب أيضا مصادرة أي جنسية أجنبية في غضون 6 أشهر.

## تأشيرة السفر

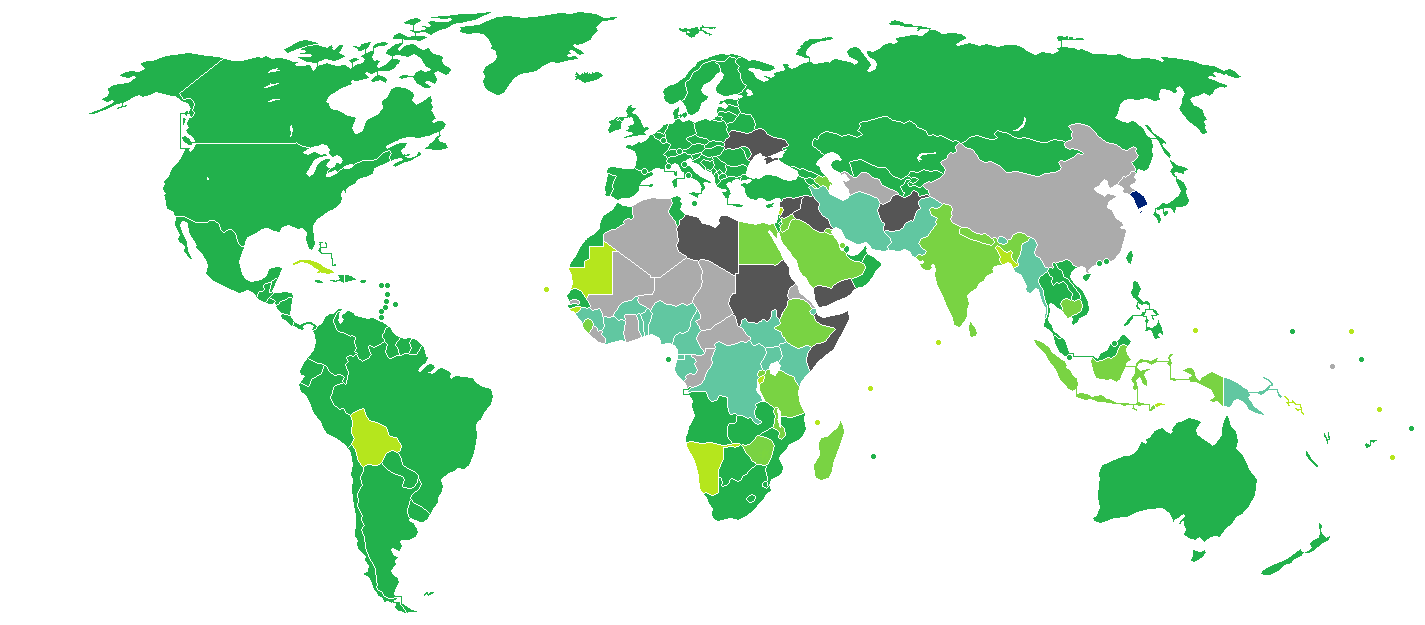
متطلبات التأشيرة لمواطني كوريا الجنوبية

متطلبات التأشيرة لمواطني كوريا الجنوبية هي قيود الدخول الإداري من قبل سلطات الدول الأخرى الموضوعة على مواطني جمهورية كوريا. في عام 2014 مواطنون من كوريا الجنوبية لديهم تأشيرة أو تأشيرة عند وصول الوصول إلى 172 بلدا وإقليما ليحتل جواز سفر كوريا الجنوبية المرتبة الثالثة في العالم وفقا لمؤشر قيود التأشيرة.

## الجنسية المزدوجة

### السياسة الحالية
في عام 2010، قامت حكومة كوريا الجنوبية بتوثيق الشرعية على الجنسية المزدوجة لبعض الكوريين الجنوبيين الذين اكتسبوا جنسية أخرى وكذلك الأجانب الذين عاشوا في كوريا الجنوبية لمدة خمس سنوات (عامين إذا تزوجوا من كوريا الجنوبية).
قانون الجنسية المنقح الذي أقرته الجمعية الوطنية لكوريا الجنوبية في 21 أبريل 2010 والذي كان ساري المفعول منذ 1 يناير 2011 منح عددا محدودا من الأشخاص جنسية مزدوجة.
ويشمل هؤلاء الأشخاص ما يلي:
- الكوريون الجنوبيون الذين يحملون جنسيات متعددة وتعهدوا بعدم عزمه على ممارسة جنسيته الأجنبية في كوريا الجنوبية. (وفقا لدستور كوريا الجنوبية الفصل الثاني -المادة 39 يكون للمواطنين الذكور واجب الدفاع الوطني وفقا للشروط المنصوص عليها في القانون).[19][20]
- مهاجرون أجانب[20]
- أجانب من المواهب المتميزة التي تجنس كالكوريين الجنوبيين[20]
- الأشخاص الذين يحملون جنسيتهم من كوريا الجنوبية أعيدوا من خلال تلبية بعض المؤهلات.[20]
- الأجانب المتزوجين من كوريا الجنوبية واكتسبوا الجنسية الكورية من 2 يوليو 2010 أو في وقت لاحق
- الأطفال المولودون في كوريا الجنوبية أو في الخارج مع أحد الوالدين من كوريا الجنوبية
- الأجانب الذين حصلوا على الجنسية الكورية الجنوبية عن طريق الزواج
- الأجانب مع مواهب استثنائية
- الأجانب مع مساهمة هامة لكوريا الجنوبية
- «الكوريون في الخارج» على الأقل 65 سنة من العمر

وهناك أحكام انتقالية لمن ينتمون إلى الفئة الأولى ولكنهم قد سقطوا بالفعل جنسية واحدة.
- أولئك الذين لم يتمكنوا من الاختيار تلقائيا وفقدان الجنسية الكورية الجنوبية يمكن أن تنطبق على استعادتها قبل 4 مايو 2012;[19]
- أولئك الذين يختارون الجنسية الكورية الجنوبية لديهم حتى عام 2016 لإعادة اكتساب جنسيتهم الأجنبية.[19]

وحتى ديسمبر 2010 لا يمكن تقديم طلب للحصول على جنسية مزدوجة إلا في جمهورية كوريا ويطلب من مقدم الطلب أن يحمل حاليا تأشيرة F- سلسلة. وعادة ما تكون هذه تأشيرة F-5 (تأشيرة دائمة) أو تأشيرة F-4 (لمواطنين كوريين سابقين وذريتهم، بما في ذلك التأشيرة الكورية) أو تأشيرة F-2 أو F-6 (لأزواج المواطنين الكوريين). وفي حالة التبني من كوريا الجنوبية الذين يعيشون في الخارج (على سبيل المثال في الولايات المتحدة) فإن طلب استعادة الجنسية الكورية وبالتالي الحصول على جنسية مزدوجة لا يتم إلا أثناء الإقامة في جمهورية كوريا.
أصحاب الجنسية المزدوجة:
- يجب ألا يمارس أنشطته بجواز سفره الأجنبي في كوريا. (يحظر استخدام جوازات السفر الأجنبية كمواطن مزدوج وسوف تتخلى تلقائيا عن الجنسية الكورية)
- يجب تقديم تقرير إلى حكومة كوريا الجنوبية في غضون 6 أشهر بعد اكتساب جنسية بلد آخر واتباع قانون الجنسية. وإلا فإنه سيفقد جنسيته الكورية تلقائيا.
- لا يمكن أن يكون لها وظائف مرتبطة بالحكومة أو الأمن القومي. ويجب عليه أن يتخلى عن جنسيته الأجنبية قبل أن يعمل كموظف حكومي.

### السياسة السابقة
قبل عام 2011 لم تسمح حكومة كوريا الجنوبية بمواطنة مزدوجة بعد سن 21. الكوريين ذوي الجنسية المزدوجة بموجب قانون كوريا الجنوبية الذين يعملون أو يدرسون في كوريا الجنوبية ملزمون قانونيا من قبل كوريا الجنوبية لاختيار جنسية واحدة أو أخرى عند بلوغه لسن الرشد.
وبالإضافة إلى ذلك تعرض رجال كوريا الجنوبية الذين تجاوزوا الثامنة عشرة من العمر بمن فيهم أجانب من أصل كوري جنوبي للخدمة العسكرية الإجبارية في القوات المسلحة لكوريا الجنوبية. ومن قانون كان فعالا منذ عام 2005 لا يمكن السماح للمواطن المزدوج الذكر بالتخلي عن جنسيته من كوريا الجنوبية إلى أن ينهي خدمته العسكرية أو أنه تلقى إعفاء خاصا من الخدمة العسكرية. في العديد من الحالات تم وضع رجال أمريكيين من أصل كوري في الجيش الكوري الجنوبي عند زيارتهم للبلاد على الرغم من أنهم لم يسبق لهم الذهاب إلى كوريا الجنوبية من قبل. وشملت حالتان على الأقل من الحالات المذكورة أعلاه أشخاصا سجلت أسماؤهم دون علمهم في سجل هوجو وهو سجل عائلي لتعداد الأسر الكورية الجنوبية التي لا تزيل تلقائيا أسماء مواطني كوريا الجنوبية السابقين.